# Tanki mišić
Tanki mišić (lat. musculus procerus) je paran, tanak mišić, piramidalnog oblika, koji se nalazi na nosu. Tanki mišić inervira zigomatična grana (lat. nervus zygomaticus) ličnog živca (lat. nervus facialis).

## Polazište i hvatište
Mišić polazi tetivnim vlaknima s fascije koja prekriva donji dio nosne kosti i gornji dio lateralne nosne hrskavice, ide prema gore i hvata se za kožu donjeg dijela čela, između obrva. Vlakna mišića križaju se s vlaknima čeonog mišića (lat. musculus frontalis).